# 92525 Delucchi
92525 Delucchi è un asteroide della fascia principale. Scoperto nel 2000, presenta un'orbita caratterizzata da un semiasse maggiore pari a 2,4433329 au e da un'eccentricità di 0,2225630, inclinata di 2,20913° rispetto all'eclittica.
L'asteroide è dedicato all'astronomo amatoriale svizzero Fausto Delucchi.